# Riley 9
La 9 è un'autovettura di fascia medio-bassa prodotta dalla Riley dal 1926 al 1935.
Il modello aveva installato un motore a quattro cilindri in linea e valvole in testa, da 1.087 cm³ di cilindrata e 29 CV di potenza. Una delle carrozzerie disponibili era torpedo a quattro posti.
La versione roadster due posti venne chiamata Riley Brooklands in onore dell'omonimo circuito motoristico inglese. Questa versione, sportiva ed elegante, venne assemblata dal 1928 al 1932 con un passo più corto di 300 mm rispetto a quello della torpedo. La Brooklands, che raggiungeva, i 128 km/h di velocità massima, possedeva le tipiche strisce di cuoio per il fissaggio del cofano. Nel 1929 apparvero le berline quattro porte Riley 9 Kestrel e Riley 9 Monaco. Nel 1932 un esemplare della Brooklands vinse il Tourist Trophy.
La 9 è stato offerta fino al 1935, senza il lancio di nessun modello successore.